# Eugenia Rzymska

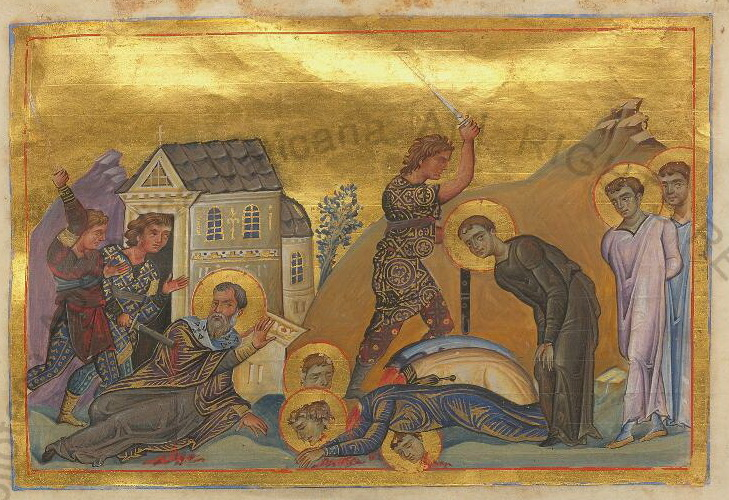
Męczeństwo św. Eugenii i współtowarzyszy w Rzymie.

Eugenia, męczennica rzymska, również Eugenia z Rzymu, gr. Ευγενια, cs. Prepodobnomuczenica Jewgienija Rimskaja (zm. ok. 262) – mniszka, męczennica, święta Kościoła katolickiego i prawosławnego.

## Żywot świętej
Eugenia była Rzymianką, córką zarządcy Aleksandrii św. Filipa i jego żony św. Klaudii, osobą bardzo zdolną i pojętną. Była też piękną kobietą, co sprawiało, że wielu mężczyzn ubiegało się o jej rękę, lecz ona „miłując czystość i unikając małżeństwa”, wszystkim odmawiała.
Według legendy pewnego razu Eugenia przypadkowo przeczytała list apostoła Pawła i zapałała miłością do Chrystusa. Postanowiła poświęcić się służbie Bogu. W tamtych czasach mnichem mógł zostać jedynie mężczyzna, więc założyła męskie szaty i wraz z dwoma służącymi - Protem i Joakintem, udała się do jednego z monasterów w Egipcie. Poprosiła zamieszkującego tam biskupa Elipiusza, aby udzielił im chrztu. Złożyła śluby zakonne i zamieszkała w niewielkiej wspólnocie.
W monasterze stała się wzorem pokory i świętości życia, podobno obdarzona była też darem uzdrawiania.
Trzy lata później, po śmierci igumena, została przełożoną wspólnoty. Gdy kierowała klasztorem, oskarżono ją o niemoralność, lecz oczyściła się z zarzutów, ujawniając swoją prawdziwą płeć. Odwiedziła również swych rodziców i nawróciła ich na chrześcijaństwo.
Po śmierci ojca Eugenia wraz z matką udała się do Rzymu i tam nawracała mieszkańców na chrześcijaństwo, działając głównie w środowisku kobiet.
Za swe przekonania została ścięta mieczem około 262 roku. Pochowano ją w Rzymie na cmentarzu Aproniana przy Via Latina.

## Kult
Eugenia Rzymska czczona jest głównie przez Cerkiew prawosławną, która wspomina świętą mniszkę  24 grudnia/6 stycznia, tj. 6 stycznia według kalendarza gregoriańskiego.
Jej wspomnienie liturgiczne w Kościele katolickim obchodzone jest 25 grudnia.
W ikonografii Eugenia przedstawiana jest zwykle w ciemnych szatach mniszki z krzyżem w ręku. Na niektórych wizerunkach obiema rękoma błogosławi.